# 萨沃内尔
萨沃内尔（Savner），是印度马哈拉施特拉邦那格浦尔县的一个城镇。总人口26631（2001年）。

## 人口
该地2001年总人口26631人，其中男性13707人，女性12924人；0—6岁人口3795人，其中男1953人，女1842人；识字率73.28%，其中男性为78.59%，女性为67.65%。